# Bahnrad-Weltcup 2013/14

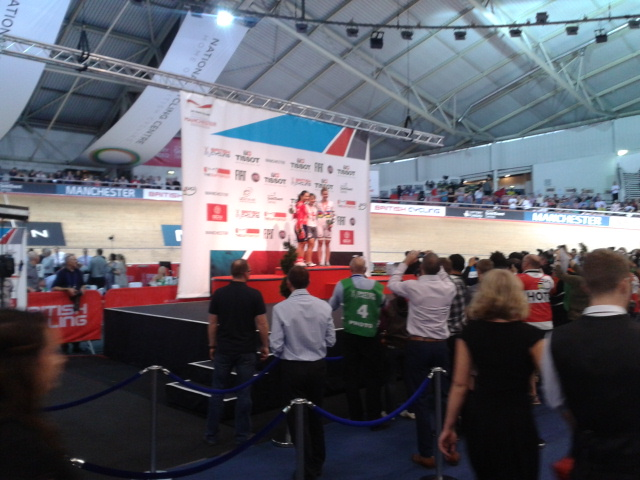
Podium in Manchester

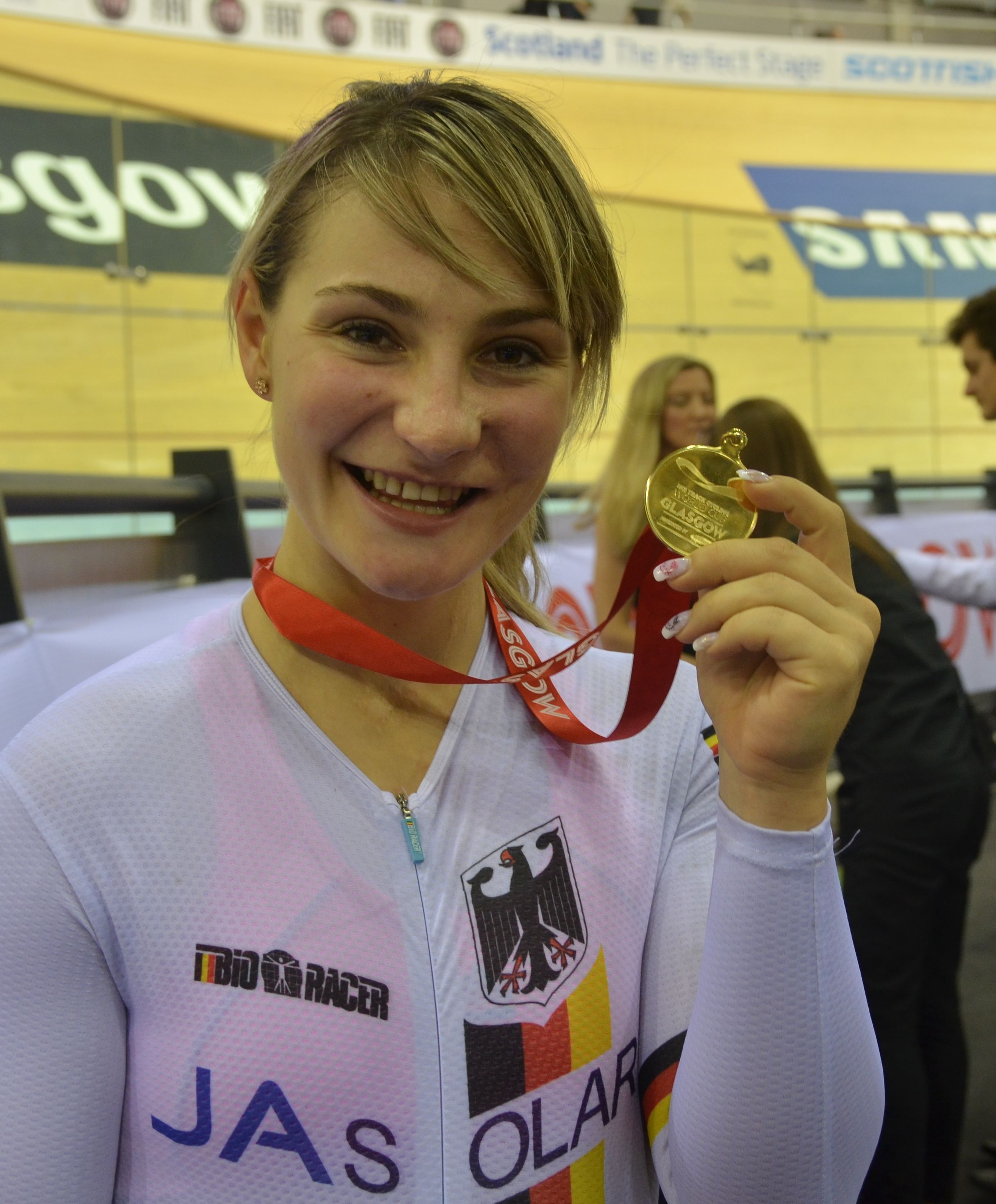
Kristina Vogel (hier 2012 in Glasgow) war mit jeweils drei Siegen in Aguascalientes und in Manchester mit drei Siegen die erfolgreichste Sportlerin.

Der UCI-Bahnrad-Weltcup 2013/2014 wird in drei Läufen zwischen November 2013 und Januar 2014 ausgetragen. Veranstalter ist der Weltradsportverband UCI. Die Austragungsort des letzten Laufs im Januar 2014 steht noch nicht fest.
Die bei diesen Veranstaltungen erreichten Platzierungen entscheiden über die Teilnahme von Sportlern und Verbänden an den UCI-Bahn-Weltmeisterschaften 2014 in Cali.
Beim Weltcup-Lauf im mexikanischen Aguascalientes, das in rund 1800 Metern Höhe liegt, wurden insgesamt sieben Weltrekorde und zwei deutsche Rekorde aufgestellt. Beim 1000-Meter-Zeitfahren fuhr zunächst der Deutsche Maximilian Levy mit 57,949 eine neue Bestmarke, die jedoch wenig später vom Franzosen François Pervis mit 56,303 Sekunden erneut unterboten wurde.

## Austragungsorte
| Datum                 | Ort            |
| --------------------- | -------------- |
| 1. – 3. November 2013 | Manchester     |
| 5. – 7. Dezember 2013 | Aguascalientes |
| 17. – 19. Januar 2014 | Guadalajara    |

## Resultate

### Frauen

#### Sprint
| Ort            | Siegerin        | Zweite            | Dritte        |
| -------------- | --------------- | ----------------- | ------------- |
| Manchester     | Kristina Vogel  | Lee Wai-sze       | Rebecca James |
| Aguascalientes | Kristina Vogel  | Anna Meares       | Lee Wai-sze   |
| Guadalajara    | MSP Lin Junhong | MSP Zhong Tianshi | Lee Wai-sze   |

Gesamtwertung
| Pos. | Fahrerin            | Man | Aguas | Gua | Pkt |
| ---- | ------------------- | --- | ----- | --- | --- |
| 1.   | Lee Wai-sze         | 135 | 120   | 120 | 375 |
| 2.   | Kristina Vogel      | 150 | 150   | –   | 300 |
| 3.   | JAY Anna Meares     | 113 | 135   | –   | 248 |
| 4.   | Jessica Varnish     | 105 | 113   | –   | 218 |
| 5.   | Stephanie Morton    | 98  | 45    | 74  | 217 |
| 6.   | Anastassija Woinowa | 74  | 74    | 66  | 214 |
| 7.   | Rebecca James       | 120 | 90    | 90  | 210 |
| 8.   | Tania Calvo         | 60  | 42    | 105 | 207 |
| 9.   | Virginie Cueff      | 90  | 105   | –   | 195 |
| 10.  | Miriam Welte        | 30  | 82    | 82  | 194 |

#### Keirin

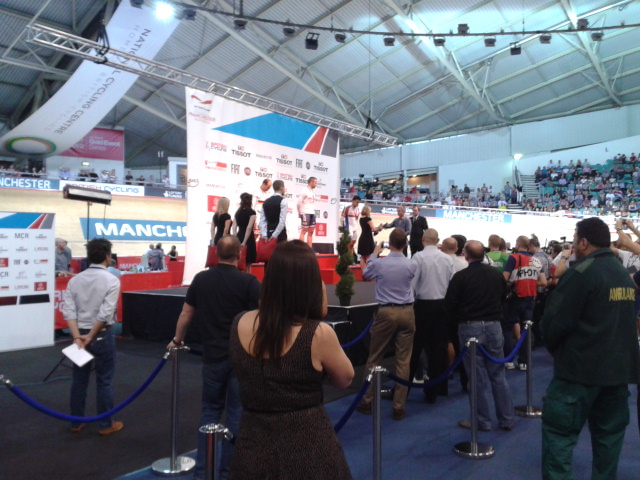
Podium in Manchester

| Ort            | Siegerin       | Zweite              | Dritte        |
| -------------- | -------------- | ------------------- | ------------- |
| Manchester     | Kristina Vogel | Rebecca James       | Sandie Clair  |
| Aguascalientes | Kristina Vogel | Lee Wai-sze         | Rebecca James |
| Guadalajara    | Lee Wai-sze    | YSD Fatehah Mustapa | Sandie Clair  |

Gesamtwertung
| Pos. | Fahrerin              | Man | Aguas | Gua | Pkt |
| ---- | --------------------- | --- | ----- | --- | --- |
| 1.   | Lee Wai-sze           | 113 | 135   | 150 | 398 |
| 2.   | YSD Fatehah Mustapa   | 98  | 113   | 135 | 346 |
| 3.   | Kristina Vogel        | 150 | 150   | –   | 300 |
| 4.   | Rebecca James         | 135 | 120   | –   | 255 |
| 5.   | Sandie Clair          | 120 | -     | 120 | 240 |
| 6.   | Daniela Gaxiola       | 74  | 36    | 113 | 223 |
| 7.   | Stephanie Morton      | 105 | 82    | –   | 187 |
| 8.   | Olena Zjos            | 66  | 66    | 54  | 186 |
| 9.   | PHL Jelena Breschniwa | 82  | 90    |     | 172 |
| 10.  | CCT Kayono Maeda      | 49  | 36    | 66  | 151 |

#### 500-Meter-Zeitfahren
| Ort            | Siegerin            | Zweite       | Dritte      |
| -------------- | ------------------- | ------------ | ----------- |
| Aguascalientes | Anna Meares         | Miriam Welte | Lee Wai-sze |
| Guadalajara    | Anastassija Woinowa | Miriam Welte | Lee Wai-sze |

Gesamtwertung
| Pos. | Fahrerin            | Aguas | Gua | Pkt |
| ---- | ------------------- | ----- | --- | --- |
| 1.   | Miriam Welte        | 135   | 135 | 270 |
| 2.   | Anastassija Woinowa | 105   | 150 | 255 |
| 3.   | Lee Wai-sze         | 120   | 120 | 240 |
| 4.   | Tania Calvo         | 90    | 113 | 203 |
| 5.   | Lisandra Guerra     | 74    | 105 | 179 |
| 6.   | Anna Meares         | 150   | –   | 150 |
| 7.   | Olena Zjos          | 60    | 60  | 120 |
| 8.   | Zhong Tianshi       | 113   | –   | 113 |
| 9.   | Sandie Clair        | -     | 98  | 98  |
| 10.  | Elis Ligtlee        | 98    | –   | 98  |

Die Australierin Anna Meares stellte in Aguascalientes einen neuen Weltrekord mit 32,836 Sekunden auf und unterbot damit ihre eigene Bestmarke von 33,010 Sekunden, die sie bei den UCI-Bahn-Weltmeisterschaften 2012 in Melbourne gefahren war.

#### Teamsprint
| Ort            | Siegerinnen                             | Zweite                                                   | Dritte                                                    |
| -------------- | --------------------------------------- | -------------------------------------------------------- | --------------------------------------------------------- |
| Manchester     | Deutschland Miriam Welte Kristina Vogel | Vereinigtes Königreich Victoria Williamson Rebecca James | MSP Lin Junhong Zhong Tianshi                             |
| Aguascalientes | Deutschland Miriam Welte Kristina Vogel | Vereinigtes Königreich Jessica Varnish Rebecca James     | Russland Jelena Breschniwa Anastassija Woinowa            |
| Guadalajara    | MSP Lin Junhong Zhong Tianshi           | Russland Anastassija Woinowa Jekaterina Gnidenko         | Vereinigtes Königreich Victoria Williamson Dannielle Khan |

Gesamtwertung
| Pos. | Team                   | Man | Aguas | Gua | Pkt |
| ---- | ---------------------- | --- | ----- | --- | --- |
| 1.   | Vereinigtes Königreich | 135 | 135   | 120 | 390 |
| 2.   | Deutschland            | 150 | 150   | 74  | 374 |
| 3.   | Russland               | 113 | 120   | 135 | 368 |
| 4.   | Spanien                | 74  | 98    | 105 | 277 |
| 5.   | MSP                    | 120 | –     | 150 | 270 |
| 6.   | Frankreich             | 98  | 45    | 113 | 256 |
| 7.   | Niederlande            | 82  | 82    | 90  | 254 |
| 8.   | Australien             | 45  | 105   | 98  | 248 |
| 9.   | Mexiko                 | 60  | 66    | 82  | 208 |
| 10.  | Volksrepublik China    | 90  | 113   |     | 203 |

Im Vorlauf in Aguascalientes fuhr das deutsche Team mit Kristina Vogel und Miriam Welte mit 32,153 Sekunden einen neuen Weltrekord.

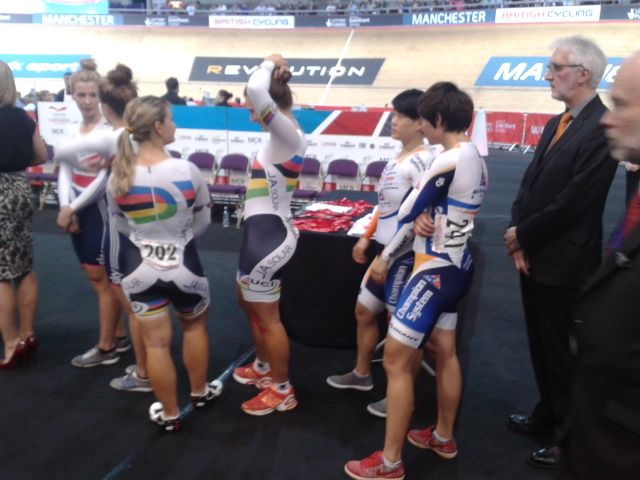
Vor der Siegerehrung zum Teamsprint der Frauen in Manchester

#### Einerverfolgung
| Ort            | Siegerin       | Zweite         | Dritte              |
| -------------- | -------------- | -------------- | ------------------- |
| Manchester     | Joanna Rowsell | Rebecca Wiasak | SCB Katie Archibald |
| Aguascalientes | Rebecca Wiasak | Elinor Barker  | Caroline Ryan       |

Gesamtwertung
| Pos. | Fahrerin            | Man | Aguas | Pkt |
| ---- | ------------------- | --- | ----- | --- |
| 1.   | Rebecca Wiasak      | 135 | 150   | 285 |
| 2.   | Caroline Ryan       | 105 | 120   | 225 |
| 3.   | Eugenia Bujak       | 113 | 105   | 218 |
| 4.   | Alexandra Tschekina | 90  | 74    | 164 |
| 5.   | Joanna Rowsell      | 150 | –     | 150 |
| 6.   | Elinor Barker       | –   | 135   | 135 |
| 7.   | SCB Katie Archibald | 120 | –     | 120 |
| 8.   | Hanna Solowej       | –   | 113   | 113 |
| 9.   | Ruth Winder         | –   | 98    | 98  |
| 10.  | WAL Ciara Horne     | 98  | –     | 98  |

#### Mannschaftsverfolgung
| Ort            | Siegerinnen                                                                       | Zweite                                                                        | Dritte                                                                      |
| -------------- | --------------------------------------------------------------------------------- | ----------------------------------------------------------------------------- | --------------------------------------------------------------------------- |
| Manchester     | Vereinigtes Königreich Laura Trott Elinor Barker Danielle King Joanna Rowsell     | Kanada Gillian Carleton Laura Brown Jasmin Glaesser Stephanie Roorda          | Australien Annette Edmondson Georgia Baker Rebecca Wiasak Elissa Wundersitz |
| Aguascalientes | Vereinigtes Königreich Katie Archibald Elinor Barker Danielle King Joanna Rowsell | Kanada Gillian Carleton Laura Brown Jasmin Glaesser Stephanie Roorda          | Australien Isabella King Amy Cure Melissa Hoskins Rebecca Wiasak            |
| Guadalajara    | Kanada Allison Beveridge Laura Brown Jasmin Glaesser Stephanie Roorda             | Vereinigte Staaten Jennifer Valente Cari Higgins Lauren Tamayo Jade Wilcoxson | Australien Isabella King Georgia Baker Rebecca Wiasak Elissa Wundersitz     |

Gesamtwertung
| Pos. | Team                       | Man | Aguas | Gua | Pkt |
| ---- | -------------------------- | --- | ----- | --- | --- |
| 1.   | Kanada                     | 270 | 270   | 300 | 840 |
| 2.   | Australien                 | 240 | 240   | 240 | 720 |
| 3.   | Vereinigte Staaten         | 210 | 226   | 270 | 706 |
| 4.   | Polen                      | 196 | 196   | 226 | 618 |
| 5.   | Russland                   | 226 | 180   | 196 | 602 |
| 6.   | Vereinigtes Königreich     | 300 | 300   | –   | 600 |
| 7.   | Italien                    | 180 | 164   | 148 | 492 |
| 8.   | Volksrepublik China        | 164 | 210   | 108 | 482 |
| 9.   | Belgien                    | 120 | 120   | 120 | 360 |
| 10.  | Vereinigtes Königreich WAL | 148 | –     | 210 | 220 |

Das britische Frauen-Quartett fuhr beim Lauf des Bahnrad-Weltcups in Manchester einen neuen Weltrekord über 4:19,604 Minuten. Schon im Vorlauf hatten sie den bestehenden Rekord mit 4:23, 910 unterboten. Die Mannschaftsverfolgung der Frauen wird erst seit dieser Saison mit vier statt drei Fahrerinnen ausgetragen.

#### Scratch

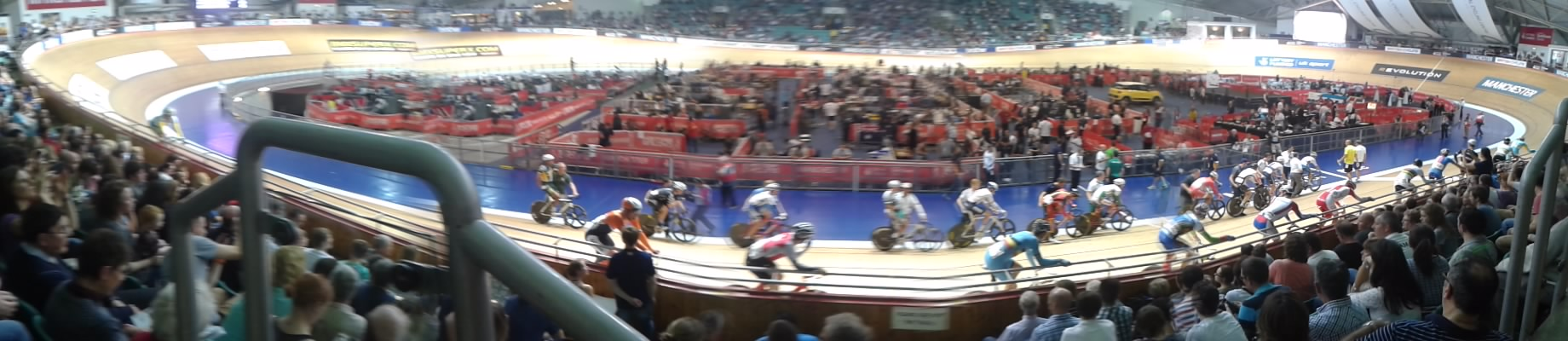
Start in Manchester

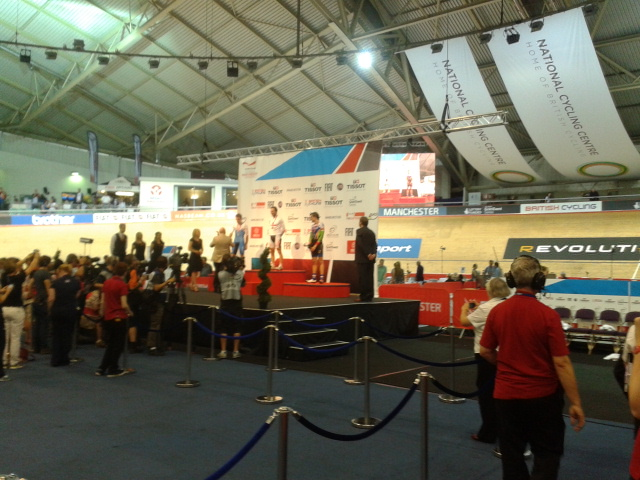
Podium in Manchester

| Ort         | Siegerin           | Zweite              | Dritte               |
| ----------- | ------------------ | ------------------- | -------------------- |
| Manchester  | Małgorzata Wojtyra | SCB Katie Archibald | Tetjana Klimtschenko |
| Guadalajara | Diao Xiao Juan     | Jannie Salcedo      | Jewgenija Romanjuta  |

Gesamtwertung
| Pos. | Fahrerin            | Man | Gua | Pkt |
| ---- | ------------------- | --- | --- | --- |
| 1.   | Leire Olaberria     | 98  | 113 | 211 |
| 2.   | Laurie Berthon      | 105 | 98  | 203 |
| 3.   | Małgorzata Wojtyra  | 150 | 49  | 199 |
| 4.   | Jewgenija Romanjuta | 54  | 120 | 174 |
| 5.   | Diao Xiao Juan      | -   | 150 | 150 |
| 6.   | CTF Laura Basso     | 66  | 74  | 140 |
| 7.   | Jannie Salcedo      | -   | 135 | 135 |
| 8.   | SCB Katie Archibald | 135 | –   | 135 |
| 9.   | Dani King           | 90  | 45  | 135 |
| 10.  | Alžbeta Pavlendová  | 36  | 90  | 126 |

#### Omnium

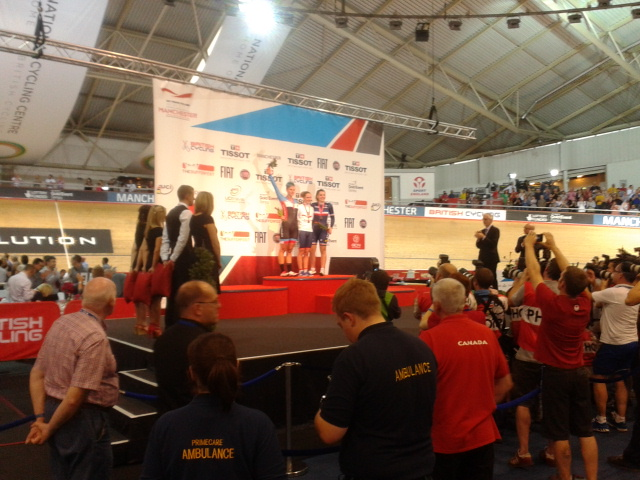
Podium in Manchester

| Ort            | Siegerin       | Zweite           | Dritte         |
| -------------- | -------------- | ---------------- | -------------- |
| Manchester     | Laura Trott    | Gillian Carleton | Laurie Berthon |
| Aguascalientes | Sarah Hammer   | Laura Trott      | Jolien D’hoore |
| Guadalajara    | Laurie Berthon | Leire Olaberria  | Laura Trott    |

Gesamtwertung
| Pos. | Fahrerin            | Man | Aguas | Gua | Pkt |
| ---- | ------------------- | --- | ----- | --- | --- |
| 1.   | Laurie Berthon      | 120 | 90    | 120 | 330 |
| 2.   | Leire Olaberria     | 98  | 98    | 113 | 309 |
| 3.   | Laura Trott         | 150 | 135   | –   | 285 |
| 4.   | Isabella King       | –   | 105   | 135 | 240 |
| 5.   | Jolien D’hoore      | 113 | 120   | –   | 233 |
| 6.   | Katarzyna Pawłowska | –   | 82    | 150 | 232 |
| 7.   | Gillian Carleton    | 135 | 74    | –   | 209 |
| 8.   | Sofía Arreola       | 74  | 66    | 30  | 170 |
| 9.   | Sarah Hammer        | –   | 150   | –   | 142 |
| 10.  | Simona Frapporti    | –   | 60    | 82  | 150 |

#### Punktefahren
| Ort            | Siegerin       | Zweite           | Dritte            |
| -------------- | -------------- | ---------------- | ----------------- |
| Manchester     | Laura Brown    | Elizabeth Newell | Jamie Wong        |
| Aguascalientes | Stephanie Pohl | Jasmin Glaesser  | Jarmila Machačová |

Gesamtwertung
| Pos. | Fahrerin                   | Man | Aguas | Pkt |
| ---- | -------------------------- | --- | ----- | --- |
| 1.   | Stephanie Pohl             | 113 | 150   | 263 |
| 2.   | Jamie Wong                 | 120 | 105   | 225 |
| 3.   | RVL Anastassija Tschulkowa | 90  | 113   | 203 |
| 4.   | Elizabeth Newell           | 135 | 39    | 174 |
| 5.   | Sofía Arreola              | 66  | 98    | 164 |
| 6.   | Jarmila Machačová          | 36  | 120   | 156 |
| 7.   | Laura Brown                | 150 | –     | 150 |
| 8.   | Jasmin Glaesser            | –   | 135   | 135 |
| 9.   | Walerija Kononenko         | 105 | 27    | 132 |
| 10.  | Alžbeta Pavlendová         | 54  | 74    | 128 |

### Männer

#### Sprint
| Ort            | Sieger            | Zweiter         | Dritter           |
| -------------- | ----------------- | --------------- | ----------------- |
| Manchester     | Robert Förstemann | Njisane Phillip | JAY Shane Perkins |
| Aguascalientes | Matthew Glaetzer  | Jason Kenny     | Pavel Kelemen     |
| Guadalajara    | Hugo Haak         | Max Niederlag   | Sam Webster       |

Gesamtwertung
| Pos. | Fahrer                | Man | Aguas | Gua | Pkt |
| ---- | --------------------- | --- | ----- | --- | --- |
| 1.   | Edward Dawkins        | 66  | 113   | 113 | 292 |
| 2.   | Matthew Glaetzer      | 105 | 150   | –   | 255 |
| 3.   | Njisane Phillip       | 135 | 82    | –   | 217 |
| 4.   | Robert Förstemann     | 150 | 49    |     | 199 |
| 5.   | Hugo Haak             | -   | 36    | 150 | 186 |
| 6.   | Max Niederlag         | 45  | –     | 135 | 180 |
| 7.   | ERD Maximilian Levy   | 74  | 105   | –   | 179 |
| 8.   | Michaël D’Almeida     | 82  | 90    |     | 172 |
| 9.   | HPS Matthew Archibald | 30  | 42    | 98  | 170 |
| 10.  | Jason Kenny           | 15  | 135   | –   | 150 |

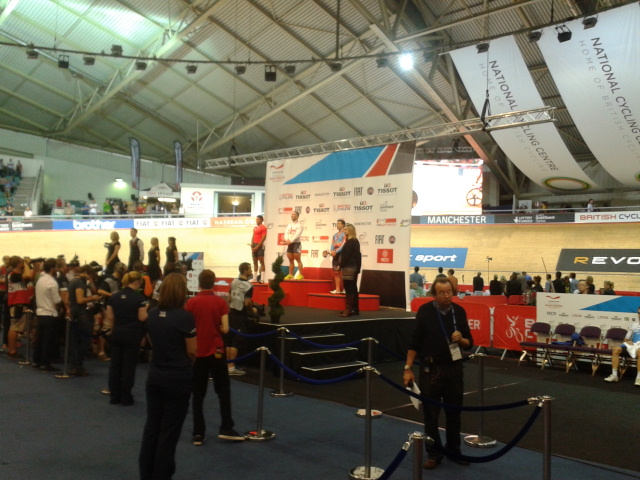
Podium in Manchester

Bei der Qualifikation zum Sprint über 200 Meter bei fliegendem Start unterboten in Aguascalientes gleich vier Fahrer, darunter der Deutsche Maximilian Levy, den bestehenden Weltrekord von Kévin Sireau aus dem Jahre 2009 über 9,572 Sekunden. Die schnellste Zeit fuhr der Franzose François Pervis mit 9,347 Sekunden; die Zeit von Levy mit 9,563 Sekunden war neuer deutscher Rekord.

#### Keirin
Ergebnisse
| Ort            | Sieger           | Zweiter                  | Dritter         |
| -------------- | ---------------- | ------------------------ | --------------- |
| Manchester     | François Pervis  | ERD Maximilian Levy      | Hersony Canelón |
| Aguascalientes | Matthew Crampton | Tobias Wächter           | Shane Perkins   |
| Guadalajara    | Matthijs Büchli  | Santiago Ramírez Morales | Lewis Oliva     |

Gesamtwertung
| Pos. | Fahrer                   | Man | Aguas | Gua | Pkt |
| ---- | ------------------------ | --- | ----- | --- | --- |
| 1.   | Matthijs Büchli          | 1   | 113   | 150 | 264 |
| 2.   | Tobias Wächter           | 105 | 135   | –   | 240 |
| 3.   | WAL Lewis Oliva          | 30  | 66    | 120 | 216 |
| 4.   | Christos Volikakis       | –   | 105   | 82  | 187 |
| 5.   | HPS Simon van Velthooven | 49  | 36    | 90  | 175 |
| 6.   | Edward Dawkins           | 98  | –     | 66  | 164 |
| 7.   | Hugo Barrette            | 49  | –     | 113 | 162 |
| 8.   | Matthew Crampton         | –   | 150   | –   | 150 |
| 9.   | François Pervis          | 150 | -     | –   | 150 |
| 10.  | Francesco Ceci           | 66  | 24    | 60  | 150 |

#### 1000-Meter-Zeitfahren
Ergebnisse
| Ort            | Sieger           | Zweiter             | Dritter        |
| -------------- | ---------------- | ------------------- | -------------- |
| Aguascalientes | François Pervis  | ERD Maximilian Levy | Joachim Eilers |
| Guadalajara    | Scott Sunderland | Krzysztof Maksel    | Hugo Haak      |

Gesamtwertung
| Pos. | Fahrer                   | Aguas | Gua | Pkt |
| ---- | ------------------------ | ----- | --- | --- |
| 1.   | Krzysztof Maksel         | 90    | 135 | 225 |
| 2.   | Hugo Haak                | 105   | 120 | 225 |
| 3.   | HPS Simon van Velthooven | 82    | 113 | 195 |
| 4.   | Scott Sunderland         | –     | 150 | 150 |
| 5.   | François Pervis          | 150   | –   | 150 |
| 6.   | ERD Maximilian Levy      | 135   | –   | 135 |
| 7.   | Bernard Esterhuizen      | 39    | 82  | 121 |
| 8.   | Joachim Eilers           | 120   | –   | 120 |
| 9.   | Hodei Mazquarian         | 54    | 66  | 120 |
| 10.  | TTB Eric Engler          | 113   | –   | 113 |

#### Teamsprint
| Ort            | Sieger                                                        | Zweiter                                                           | Dritter                                                           |
| -------------- | ------------------------------------------------------------- | ----------------------------------------------------------------- | ----------------------------------------------------------------- |
| Manchester     | Deutschland René Enders Max Niederlag Robert Förstemann       | Russland Pawel Jakuschewski Denis Dmitrijew Andrei Kubejew        | Vereinigtes Königreich Philip Hindes Jason Kenny Matthew Crampton |
| Aguascalientes | Deutschland René Enders Robert Förstemann Joachim Eilers      | Vereinigtes Königreich Philip Hindes Jason Kenny Matthew Crampton | Australien Nathan Hart Shane Perkins Matthew Glaetzer             |
| Guadalajara    | Niederlande Nils van ’t Hoenderdaal Hugo Haak Matthijs Büchli | Deutschland Erik Balzer Max Niederlag Joachim Eilers              | Vereinigtes Königreich John Paul Callum Skinner Lewis Oliva       |

Gesamtwertung
| Pos. | Team                   | Man   | Aguas | Gua   | Pkt   |
| ---- | ---------------------- | ----- | ----- | ----- | ----- |
| 1.   | Deutschland            | 225,0 | 225,0 | 225,5 | 652,5 |
| 2.   | Vereinigtes Königreich | 180   | 202,5 | 180   | 562,5 |
| 3.   | Niederlande            | 123   | 169,5 | 225   | 517,5 |
| 4.   | Russland               | 202,5 | 147   | 135   | 484,5 |
| 5.   | Neuseeland             | 169,5 | 123   | 147   | 439,5 |
| 6.   | Australien             | 157,5 | 180   | 67,5  | 405,0 |
| 7.   | Polen                  | 135   | 111   | 157,5 | 403,5 |
| 8.   | Frankreich             | 147   | 54,0  | 169,5 | 370,5 |
| 9.   | CCT                    | 111   | 135   | 123,0 | 369,0 |
| 10.  | Spanien                | 99,0  | 99,0  | 111,0 | 309,0 |

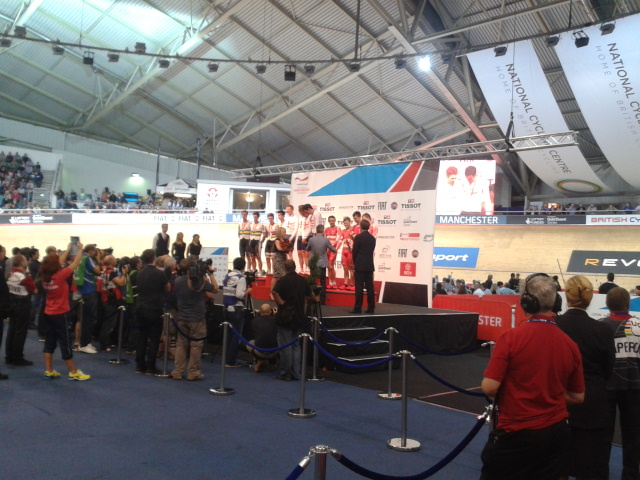
Siegerehrung in der Mannschaftsverfolgung der Männer in Manchester

In der Qualifikation beim Lauf in Aguascalientes fuhr das deutsche Team mit 41,871 Sekunden einen neuen Weltrekord.

#### Einerverfolgung
| Ort         | Sieger           | Zweiter         | Dritter        |
| ----------- | ---------------- | --------------- | -------------- |
| Manchester  | Marco Coledan    | Alexander Serow | Sebastián Mora |
| Guadalajara | Jenning Huizenga | Mauro Agostini  | Stefan Küng    |

Gesamtwertung
| Pos. | Fahrer                        | Man | Gua | Pkt |
| ---- | ----------------------------- | --- | --- | --- |
| 1.   | Jenning Huizenga              | 105 | 150 | 255 |
| 2.   | Marco Coledan                 | 150 | 105 | 255 |
| 3.   | Mauro Agostini                | 74  | 135 | 209 |
| 4.   | Nils Schomber                 | 82  | 98  | 180 |
| 5.   | Miles Scotson                 | 60  | 113 | 173 |
| 6.   | Alech Alijewitsch             | 66  | 74  | 140 |
| 7.   | Alexander Sergejewitsch Serow | 135 | –   | 135 |
| 8.   | Stefan Küng                   | -   | 120 | 120 |
| 9.   | Sebastián Mora                | 120 | –   | 120 |
| 10.  | Tom Bohli                     | 113 | –   | 113 |

#### Mannschaftsverfolgung
| Ort            | Sieger                                                                        | Zweiter                                                                                | Dritter                                                                            |
| -------------- | ----------------------------------------------------------------------------- | -------------------------------------------------------------------------------------- | ---------------------------------------------------------------------------------- |
| Manchester     | Vereinigtes Königreich Owain Doull Steven Burke Ed Clancy Andrew Tennant      | Australien Luke Davison Alexander Edmondson Mitchell Mulhern Miles Scotson             | Dänemark Lasse Norman Hansen Mathias Møller Rasmus Christian Quaade Alex Rasmussen |
| Aguascalientes | Australien Glenn O’Shea Alexander Edmondson Alexander Morgan Mitchell Mulhern | Dänemark Alex Rasmussen Casper von Folsach Lasse Norman Hansen Rasmus Christian Quaade | Vereinigtes Königreich Owain Doull Steven Burke Jonathan Dibben Sam Harrison       |
| Guadalajara    | Australien Tirian McMagnus Joshua Harrison Callum Scotson Scott Sunderland    | Schweiz Théry Schir Stefan Küng Loïc Perizzolo Cyrille Thièry                          | Deutschland Theo Reinhardt Maximilian Beyer Henning Bommel Nils Schomber           |

In der Qualifikation beim Lauf in Aguascalientes stellte der deutschen Bahnvierer mit Henning Bommel, Kersten Thiele, Nils Schomber und Theo Reinhardt mit 3:59,144 einen deutschen Rekord auf und verbesserte damit die vorherige Bestmarke über 3:59,781 aus dem Jahr 2000, mit der bei den Olympischen Spielen 2000 in Sydney die Goldmedaille errungen wurde und die damals Weltrekord war. In Aguascalientes belegte der Vierer Rang fünf.
Gesamtwertung
| Pos. | Team                   | Man | Aguas | Gua | Pkt |
| ---- | ---------------------- | --- | ----- | --- | --- |
| 1.   | Australien             | 270 | 300   | 300 | 870 |
| 2.   | Dänemark               | 240 | 270   | 196 | 706 |
| 3.   | Vereinigtes Königreich | 300 | 240   | 98  | 638 |
| 4.   | Spanien                | 210 | 180   | 98  | 638 |
| 5.   | Schweiz                | 164 | 164   | 270 | 598 |
| 6.   | Deutschland            | 132 | 210   | 240 | 582 |
| 7.   | Russland               | 180 | 196   | 180 | 556 |
| 8.   | Neuseeland             | 196 | 226   | 132 | 554 |
| 9.   | Belgien                | 120 | 148   | 90  | 358 |
| 10.  | Belarus                | 120 | 148   | 120 | 342 |

#### Scratch
| Ort            | Sieger         | Zweiter         | Dritter         |
| -------------- | -------------- | --------------- | --------------- |
| Manchester     | Andreas Müller | Elia Viviani    | Jonathan Mould  |
| Aguascalientes | Owain Doull    | Cheung King-lok | Roman Luzyschyn |

Gesamtwertung
| Pos. | Fahrer            | Man | Aguas | Pkt |
| ---- | ----------------- | --- | ----- | --- |
| 1.   | Andreas Müller    | 150 | 66    | 216 |
| 2.   | Owain Doull       | 60  | 150   | 210 |
| 3.   | Iwan Kowaljow     | 105 | 60    | 165 |
| 4.   | Moreno De Pauw    | 82  | 82    | 164 |
| 5.   | Anton Musytschkin | 49  | 105   | 154 |
| 6.   | Vivien Brisse     | 98  | 49    | 147 |
| 7.   | Cheung King-lok   | -   | 135   | 135 |
| 8.   | Elia Viviani      | 135 | –     | 135 |
| 9.   | Roman Luzyschyn   | –   | 120   | 120 |
| 10.  | Jonathan Mould    | 120 | –     | 120 |

#### Omnium
| Ort            | Sieger          | Zweiter         | Dritter         |
| -------------- | --------------- | --------------- | --------------- |
| Cali           | Jasper De Buyst | Tim Veldt       | Aaron Gate      |
| Aguascalientes | Luke Davison    | Artjom Sacharow | Jasper De Buyst |
| Guadalajara    | Tirian McManus  | Jasper De Buyst | Thomas Boudat   |

Gesamtwertung
| Pos. | Fahrer                 | Man | Aguas | Gua | Pkt |
| ---- | ---------------------- | --- | ----- | --- | --- |
| 1.   | Jasper De Buyst        | 150 | 135   | 135 | 420 |
| 2.   | Tim Veldt              | 135 | 113   | 66  | 314 |
| 3.   | Thomas Boudat          | 90  | 90    | 120 | 300 |
| 4.   | Luke Davison           | 120 | 150   |     | 270 |
| 5.   | Jonathan Dibben        | 105 | –     | 113 | 218 |
| 6.   | Artjom Sacharow        | 74  | 120   | –   | 194 |
| 7.   | Sebastián Mora         | –   | 98    | 74  | 172 |
| 8.   | Mathias Møller Nielsen | –   | 66    | 98  | 164 |
| 9.   | Tirian McManus         | –   | –     | 150 | 150 |
| 10.  | Eiya Hashimoto         | –   | 60    | 82  | 142 |

#### Punktefahren
| Ort         | Sieger             | Zweiter             | Dritter         |
| ----------- | ------------------ | ------------------- | --------------- |
| Manchester  | Martyn Irvine      | Lasse Norman Hansen | Elia Viviani    |
| Guadalajara | Kyrill Sweschnikow | Thomas Scully       | Roman Luzyschyn |

Gesamtwertung
| Pos. | Fahrer                | Man | Gua | Pkt |
| ---- | --------------------- | --- | --- | --- |
| 1.   | Roman Luzyschyn       | 105 | 120 | 225 |
| 2.   | Kyrill Sweschnikow    | 1   | 150 | 151 |
| 3.   | Martyn Irvine         | 150 | –   | 150 |
| 4.   | Thomas Scully         | -   | 135 | 135 |
| 5.   | Lasse Norman Hansen   | 135 | –   | 135 |
| 6.   | Theo Reinhardt        | 74  | 60  | 134 |
| 7.   | Wojciech Pszczolarski | 82  | 45  | 127 |
| 8.   | Elia Viviani          | 120 | –   | 120 |
| 9.   | Jasper De Buyst       | -   | 113 | 113 |
| 10.  | Owain Doull           | 113 | –   | 113 |

#### Zweier-Mannschaftsfahren
| Ort            | Sieger                                 | Zweiter                                 | Dritter                                 |
| -------------- | -------------------------------------- | --------------------------------------- | --------------------------------------- |
| Aguascalientes | Spanien David Muntaner Albert Torres   | Belgien Jasper De Buyst Kenny De Ketele | Russland Artur Jerschow Alexander Serow |
| Guadalajara    | Neuseeland Patrick Bevin Thomas Scully | Belgien Jasper De Buyst Kenny De Ketele | Schweiz Stefan Küng Théry Schir         |

Gesamtwertung
| Pos. | Team                   | Aguas | Gua | Pkt |
| ---- | ---------------------- | ----- | --- | --- |
| 1.   | Belgien                | 135   | 135 | 270 |
| 2.   | Spanien                | 150   | 82  | 232 |
| 3.   | Neuseeland             | 49    | 150 | 199 |
| 4.   | Hongkong               | 98    | 98  | 196 |
| 5.   | Österreich             | 74    | 113 | 187 |
| 6.   | Vereinigtes Königreich | 113   | 54  | 167 |
| 7.   | Mexiko                 | 60    | 105 | 165 |
| 8.   | Russland               | 120   | 39  | 159 |
| 9.   | Dänemark               | 105   | 49  | 154 |
| 10.  | Tschechien             | 90    | 36  | 126 |

## Teamwertung
(Endstand)
| Pos. | Nation/Team            | Cal     | Glas   | Aguas  | Pkt    |
| ---- | ---------------------- | ------- | ------ | ------ | ------ |
| 1.   | Vereinigtes Königreich | 2342,0  | 2396,5 | 1458,0 | 6196,5 |
| 2.   | Australien             | 1807,5  | 2062,0 | 1701,5 | 5571,9 |
| 3.   | Russland               | 1647,5  | 1373,0 | 1733,0 | 4753,5 |
| 4.   | Deutschland            | 1556,1  | 1710,0 | 1454,5 | 4720,6 |
| 5.   | Spanien                | 1211,00 | 1174,0 | 1372,0 | 3757,0 |
| 6.   | Frankreich             | 1192,00 | 1017,0 | 1391,5 | 3600,5 |
| 7.   | Niederlande            | 991,0   | 988,5  | 1208,0 | 3187,5 |
| 8.   | Neuseeland             | 724,5   | 778,0  | 1156,0 | 2658,5 |
| 9.   | Italien                | 1121,0  | 676,0  | 780,0  | 2577,0 |
| 10.  | Polen                  | 905,0   | 696,0  | 946,5  | 2547,5 |

## Teamkürzel
CCT: Cyclo Channel Tokyo; CTF: Cycling Team Friuli; ERD: Team Erdgas.2012; EUS: EustrakEuskadi; HPS: HPSNZ Track Trade Team; JAY: Team Jayco-AIS; LOK: Lokosphinx; MSP: Max Success Pro Cycling; PHL: Petroholding Leningrad; SBC: Scottish Cycling Braveheart.com; TTB: Track-Team-Brandenburg; WAL: Team USN; YSD: Ysd Track Team